# Compasso d'Oro
El Compasso d'Oro (Compás de Oro) es un premio de diseño industrial creado en Italia en 1954. Inicialmente patrocinado por La Rinascente, unos grandes almacenes de Milán, el premio ha sido organizado y administrado por la Associazione per il Disegno Industriale (ADI) desde 1964. Es el premio de diseño más antiguo y uno de los más prestigiosos y respetados. Su objetivo es reconocer y promover la calidad en su campo en Italia e internacionalmente, y ha sido llamado tanto el "Nobel" como el "Óscar" del diseño.

## Historia

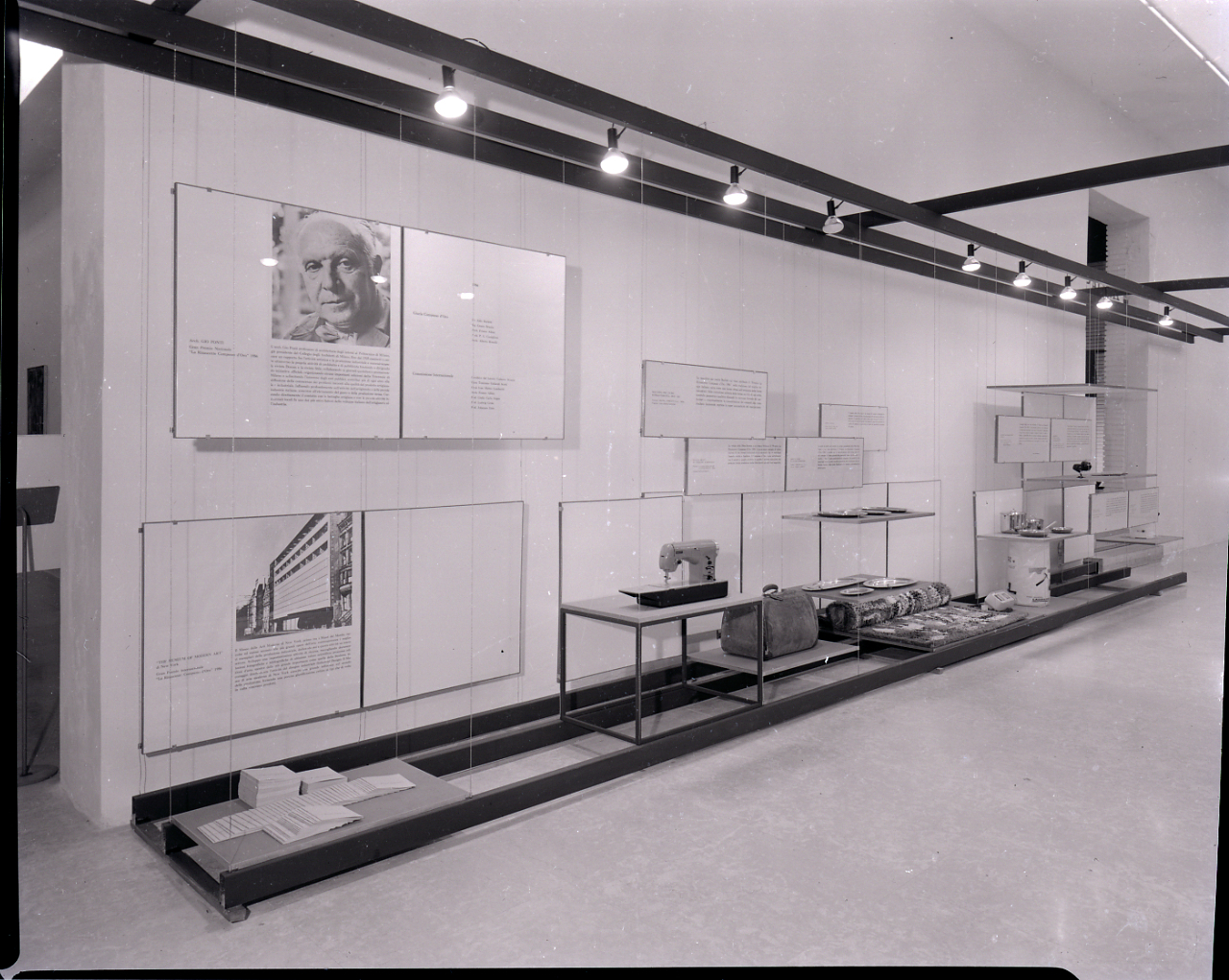
La Rinascente Compasso d'Oro, Edición III, Milán 1956 (fotografía de Paolo Monti)

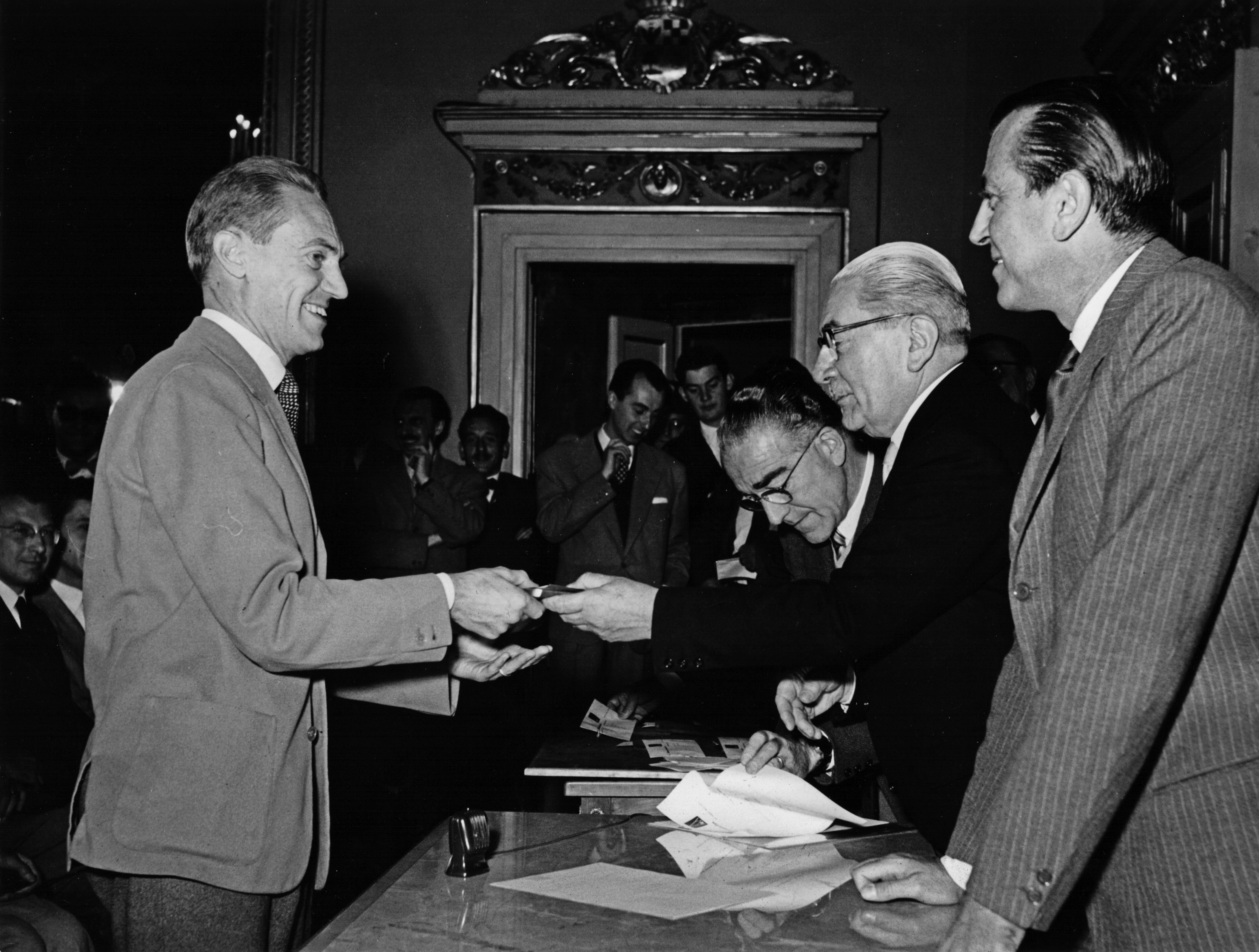
Pier Giacomo Castiglioni recibe el Compás de Oro por la lámpara de pie Luminator diseñada para Gilardi & Barzaghi (1955)

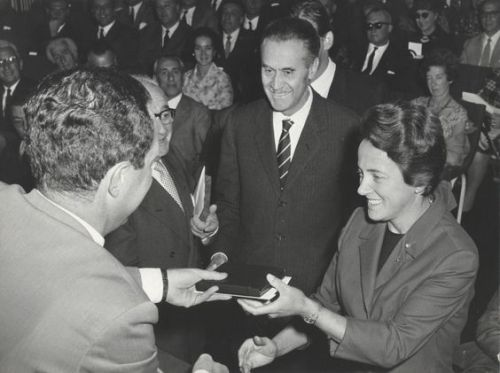
Franca Helg y Franco Albini reciben el premio por su trabajo en el Metro de Milán (1964)

El Compasso d'Oro, instituido en 1954, es hoy el máximo galardón en el ámbito del diseño industrial en Italia, comparable a otros prestigiosos premios internacionales como el Good Design, el iF Design Award, el Premio de diseño Red Dot, el Cooper-Hewitt, el Premio Nacional de Diseño y el Good Design Award de Japón. Fue el primer premio de este tipo en Europa y pronto adquirió dimensión y relevancia internacionales, multiplicando las ocasiones en las que se celebraron exposiciones de los objetos premiados en Europa, Estados Unidos, Canadá y Japón.
La idea original del premio se atribuye a los arquitectos Gio Ponti y Alberto Rosselli. Muchos otros arquitectos y diseñadores destacados de la época, incluidos los hermanos Castiglioni (Livio, Pier Giacomo y Achille), Albe Steiner, Enzo Mari y Marco Zanuso, participaron en aspectos de su creación y desarrollo inicial. El logotipo del Compasso d'Oro (diseñado por Steiner) y el propio trofeo del premio invocan el diseño de un compás inventado por Adalbert Göringer en 1893 para medir el número áureo.
En la actualidad, el departamento de gestión del Compasso d'Oro es la Asociación Italiana de Diseño Industrial, y también es miembro del Comité Internacional de Diseño Industrial y de la Oficina Europea de Diseño.
Desde su creación, aproximadamente 350 diseñadores han sido distinguidos con el premio, por diseños que abarcan una amplia gama, desde automóviles y bicicletas hasta muebles y objetos para el hogar, máquinas de coser portátiles, máquinas de escribir, calculadoras, relojes, lámparas, así como conceptos y sistemas, equipos técnicos y yates.
Por primera vez, el Compasso d'Oro 2020 incluyó un "Premio a la trayectoria de los productos", que se ha otorgado a tres diseños históricos que han demostrado un gran éxito en el tiempo, pero que no fueron premiados en el momento de su creación: una lámpara de pie de 1962 llamada Arco de Pier Giacomo y Achille Castiglioni; un diseño de cama de Vico Magistretti de 1978 llamado "Nahalie"; y la ahora famosa silla Sacco, diseñada por Piero Gatti, Cesare Paolini y Franco Teodoro en 1968.
El ADI Design Museum de Milán alberga la colección histórica de la Fundación ADI Compasso d'Oro, y organiza exposiciones temporales, charlas públicas y otras iniciativas. El 22 de abril de 2004, el Ministerio de Cultura, a través de su Superintendencia para Lombardía, declaró la colección de "interés artístico e histórico excepcional", convirtiéndola así en parte del patrimonio cultural nacional de Italia. En 2020, la plaza de Milán donde se encuentra el Museo de Diseño ADI pasó a llamarse "Piazza Compasso d'Oro" para honrar la importancia cultural e histórica del premio.

## Lista de premios Compasso d'Oro
|    | Año  | Jurado | Presidente                             | Candidatos | Ganadores |
| -- | ---- | --- | -------------------------------------- | ---------- | --------- |
| 1  | 1954 | Aldo Bassetti, Cesare Brustio, Gio Ponti, Alberto Rosselli, Marco Zanuso |                                        | 5700       | 15        |
| 2  | 1955 | Aldo Bassetti, Cesare Brustio, E. N. Rogers, Alberto Rosselli, Marco Zanuso |                                        | 1300       | 12        |
| 3  | 1956 | Aldo Bassetti, Cesare Brustio, Franco Albini, Pier Giacomo Castiglioni, Alberto Rosselli | Alberto Rosselli (Fundación de la ADI) | 1450       | 9         |
| 4  | 1957 | Aldo Bassetti, Cesare Brustio, Franco Albini, Pier Giacomo Castiglioni, Ignazio Gardella | Giulio Castelli                        | 1200       | 5         |
| 5  | 1959 | Bruno Alfieri, Vico Magistretti, Giulio Minoletti, Augusto Morello, Giovanni Romano | Livio Castiglioni                      | 1200       | 6         |
| 6  | 1960 | Ludovico Belgiojoso, Vico Magistretti, Augusto Magnaghi, Augusto Morello, Marco Zanuso | Franco Albini                          | 800        | 10        |
| 7  | 1962 | Giulio Castelli, Franco Momigliano, Augusto Morello, Bruno Munari, Battista Pininfarina | Roberto Olivetti                       |            | 9         |
| 8  | 1964 | Massimo Vignelli, Dante Giacosa, Vittorio Gregotti, Augusto Morello, Bruno Munari, Gino Valle | Aldo Basetti                           |            | 6         |
| 9  | 1967 | Aldo Basetti, Felice Dessi, Gillo Dorfles, Tomás Maldonado, Edoardo Vittoria | Marco Zanuso                           |            | 13        |
| 10 | 1970 | Francesco Mazzucca, Franco Albini, Jean Baudrillard, Achille Castiglioni, Federico Correa, Vittorio Gregotti, Roberto Guiducci, Albe Steiner                                                                     | Anna Castelli Ferrieri                 |            | 10        |
| 11 | 1979 | Andrea Branzi, Clino Trini Castelli, Massimo Morozzi, Angelo Cortesi, Gillo Dorfles, Augusto Morello, Arthur Pulos, Yuri Soloviev, Nanni Strada                                                                  | Enzo Mari                              | 1167       | 39        |
| 12 | 1981 | François Barrè, Cesare De Seta, Martin Kelm, Ugo La Pietra, Pierluigi Spadolini | Rodolfo Bonetto                        |            | 16        |
| 13 | 1984 | Cino Boeri, Douglas Kelley, Antti Nurmesniemi, Giotto Stoppino, Bruno Zevi | Giotto Stoppino                        |            | 11        |
| 14 | 1987 | Angelo Cortesi, Rodolfo Bonetto, Marino Marini, Cara Mc Carty, Philippe Starck | Angelo Cortesi                         |            | 16        |
| 15 | 1989 | Pierliugi Molinari, Fredrik Wildhagen, Hans Wichmann, Cesare Stevan, Tomás Maldonado | Pierluigi Molinari                     |            | 12        |
| 16 | 1991 | Silvio Ceccato, Marcello Inghilesi, Victor Margolin, Pierluigi Molinari, Antti Nurmesniemi, Vito Noto | Angelo Cortesi                         |            | 14        |
| 17 | 1994 | Dante Giacosa, Vittoriano Viganò, Giovanni Anceschi, Paola Antonelli, Uta Brandes, Jacob Gantenbein, Marja Heemskerk, Vittorio Magnago Lampugnani, Marco Migliari, Gianemiglio Monti, Mario Trimarchi, Vito Noto | Augusto Morello                        |            | 13        |
| 18 | 1998 | Achille Castiglioni, Giuseppe De Rita, Marianne Frandsen, Fritz Frenkler, Sadik Karamustafa, Tomás Maldonado, Marco Zanuso                                                                                       | Augusto Morello                        |            | 15        |
| 19 | 2001 | Marie-Laure Jousset, Filippo Alison, François Burkhardt, Omar Calabrese, Francisco Jarauta, Maurizio Morgantini, Erik Spiekermann                                                                                | Giancarlo Iliprandi                    |            | 17        |
| 20 | 2004 | Tomas Maldonado, Fulya Erdemci, Robert Fitzpatrick, Yutaka Mino, Pietro Petraroia, Richard Sapper, Angela Schönberger, Tomàš Vlček                                                                               | Carlo Forcolini                        |            | 15        |
| 21 | 2008 | Mario Bellini, Moh-Jin Chew, Lieven Daenens, Carla Di Francesco, Carlo Forcolini, Norbert Linke, Emanuele Pirella, Richard R. Whitaker,                                                                          | Miguel Milá                            |            | 12        |
| 22 | 2011 | Arturo Dell'Acqua Bellavitis, Chantal Clavier Hamaide, Umberto Croppi, Guto Indio Da Costa, Pierre Keller, Cecilie Manz, Clive Roux, Shiling Zheng                                                               |                                        |            | 22        |
| 23 | 2014 | Anders Byriel, Vivian Cheng, Giorgio De Ferrari, Stefan Diez, Defne Koz, Mario Gagnon, Paolo Lomazzi, Laura Traldi                                                                                               |                                        |            | 23        |
| 24 | 2016 | Gabriella Bottini, Toshiyuki Kita, Mugendi K. M’Rithaa, Marc Sadler, Cinzia Anguissola d’Altoè Scacchetti, Yossef Schvetz, Walter Maria de Silva                                                                 |                                        |            |           |
| 25 | 2018 | Carlo Galimberti, Nevio Di Giusto, Yongqi Lu, Francesco Trabucco, Motoki Yoshio | Francesco Trabucco                     |            |           |
| 26 | 2020 | Luca Bressan, Virginio Briatore, Jin Kuramoto, Denis Santachiara, Päivi Tahkokallio | Denis Santachiara                      |            | 18        |
| 27 | 2022 | Mario Cucinella, Stefano Micelli, Cloe Piccoli, Annachiara Sacchi, Mirko Zardini | Annachiara Sacchi                      | 292        | 20        |
| 28 | 2024 | Maria Cristina Didero, Luciano Galimberti, Francisco Gómez Paz, Renata Cristina Mazzantini, Toshiyuki Kita | Luciano Galimberti                     |            | 20        |

## Galería

Selección de diseños premiados
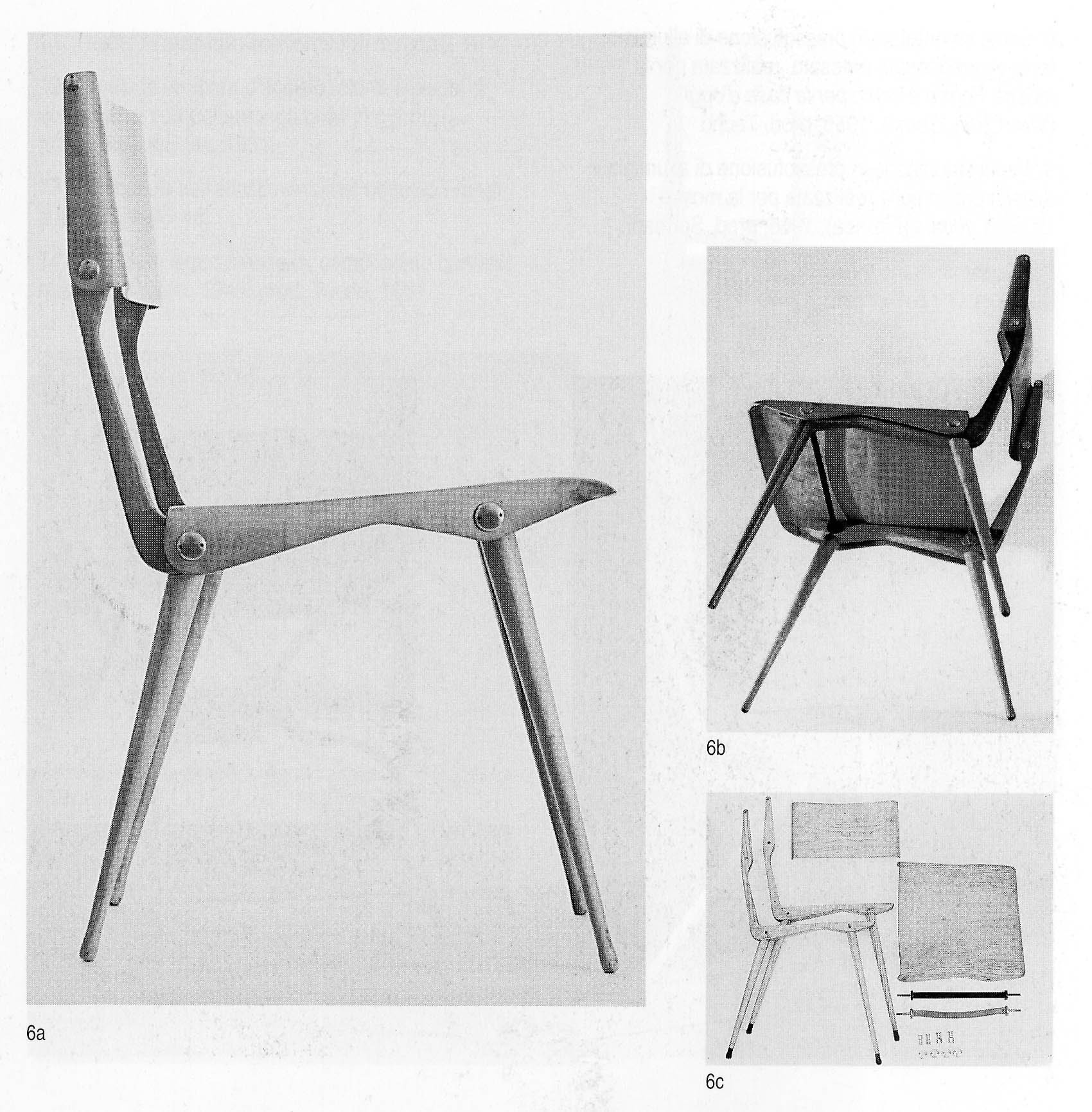
Silla Cassina Model 683, por Carlo De Carli (1954)
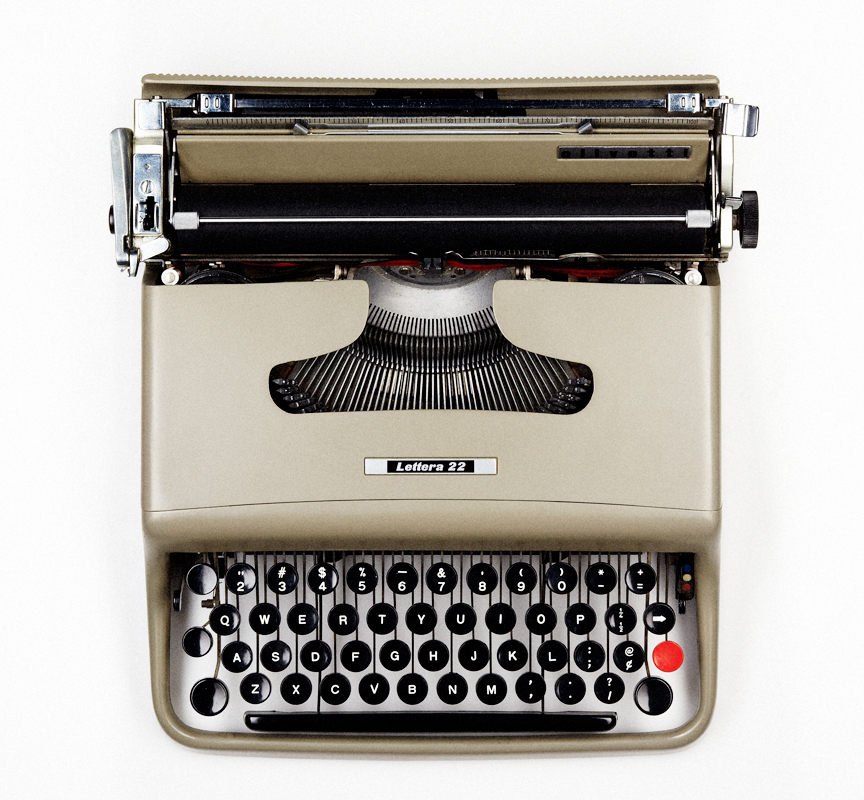
Olivetti Lettera 22, por Marcello Nizzoli (1954)
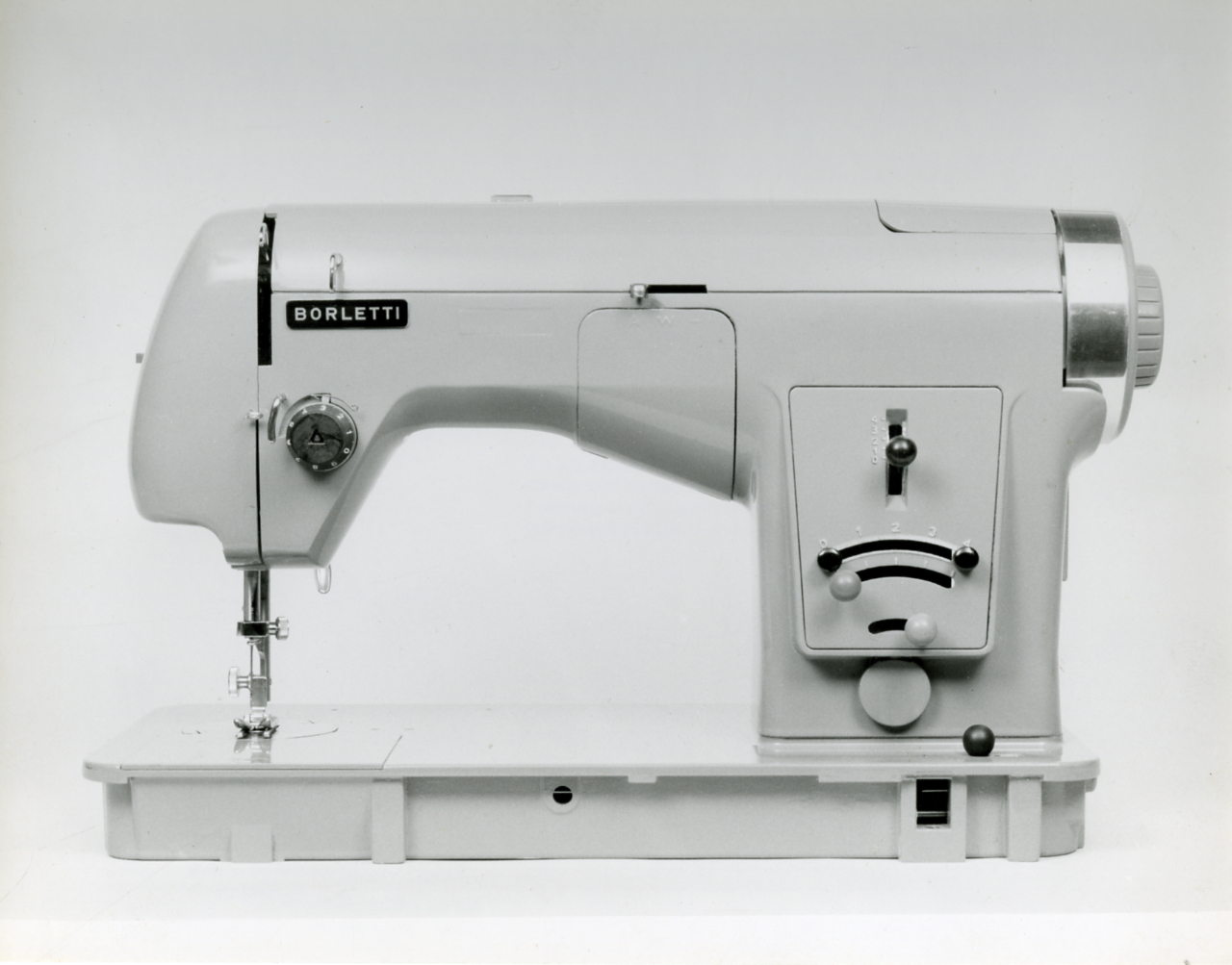
Máquina de coser Fratelli Borletti Model 1102 "Super-automatic", por Marco Zanuso (1956)
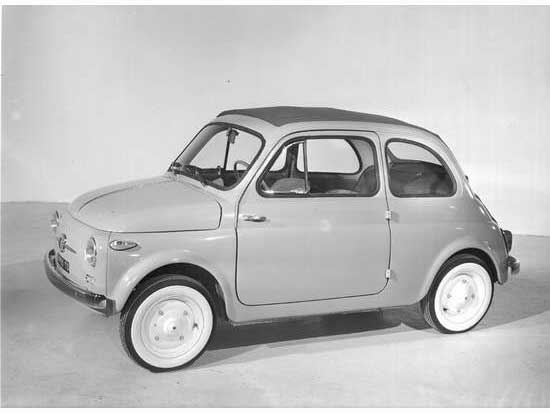
Fiat Nuova 500, por Dante Giacosa (1959)
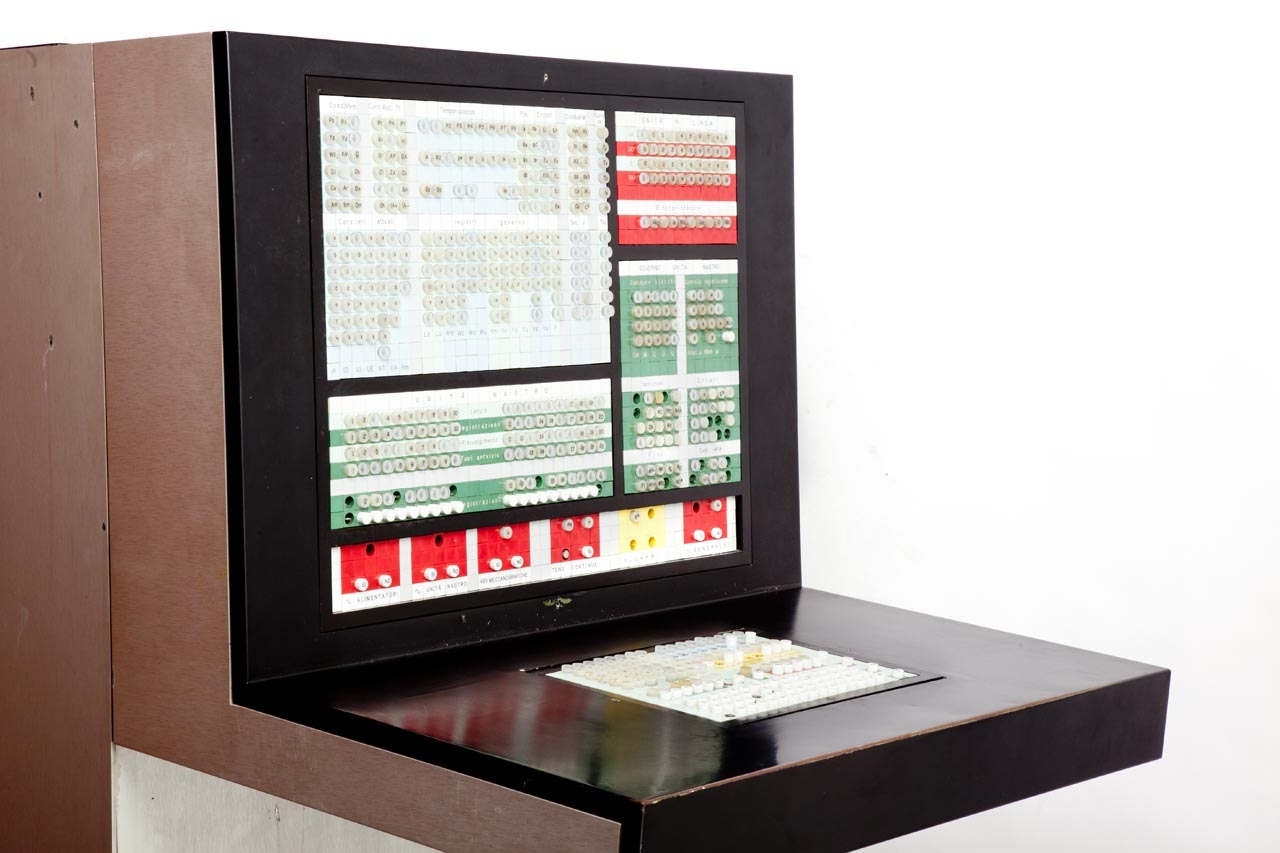
Calculadora eléctrica Olivetti ELEA, por Ettore Sottsass et al. (1959)
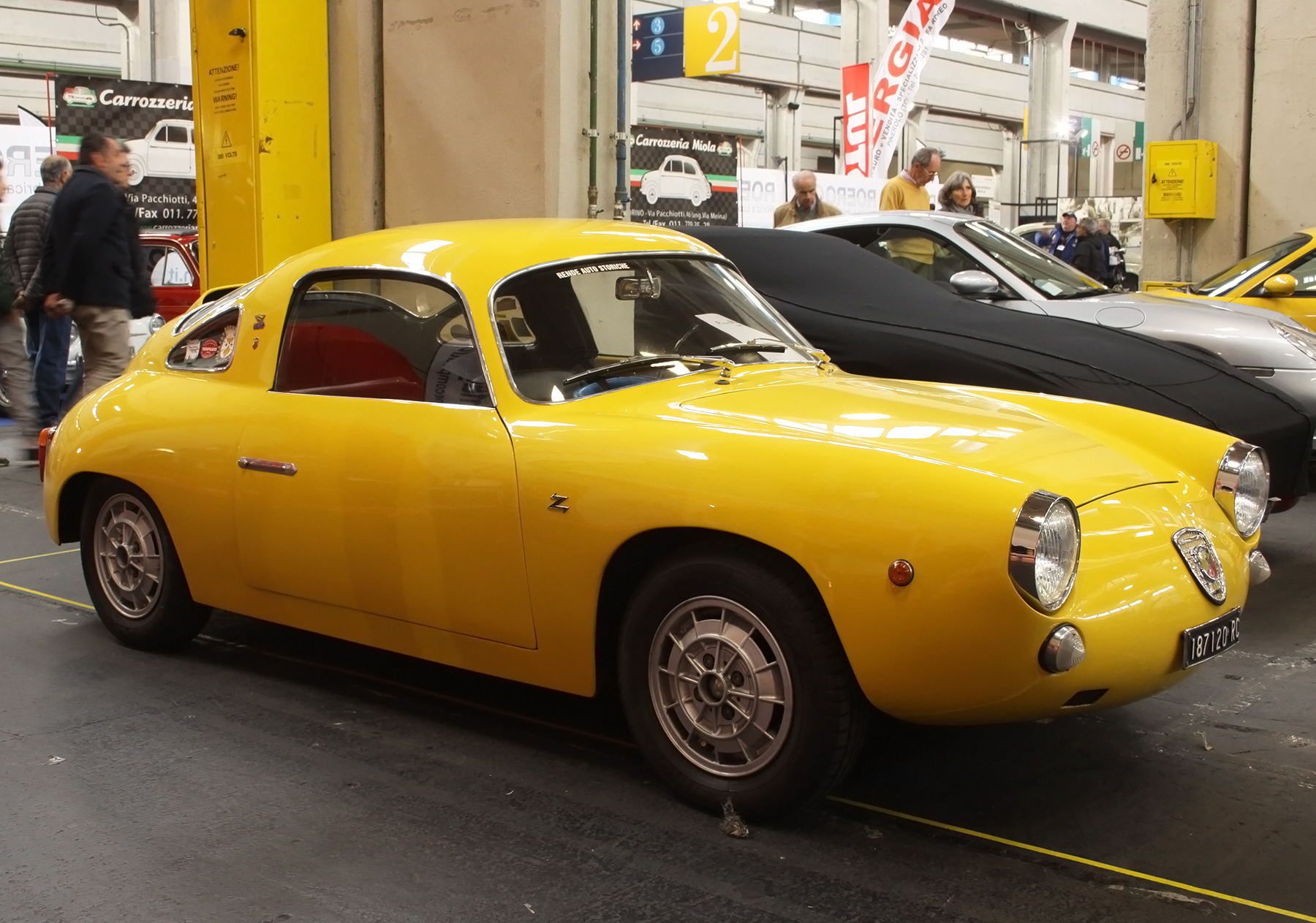
Abarth 1000 Bialbero, por Ugo Zagato (1960)
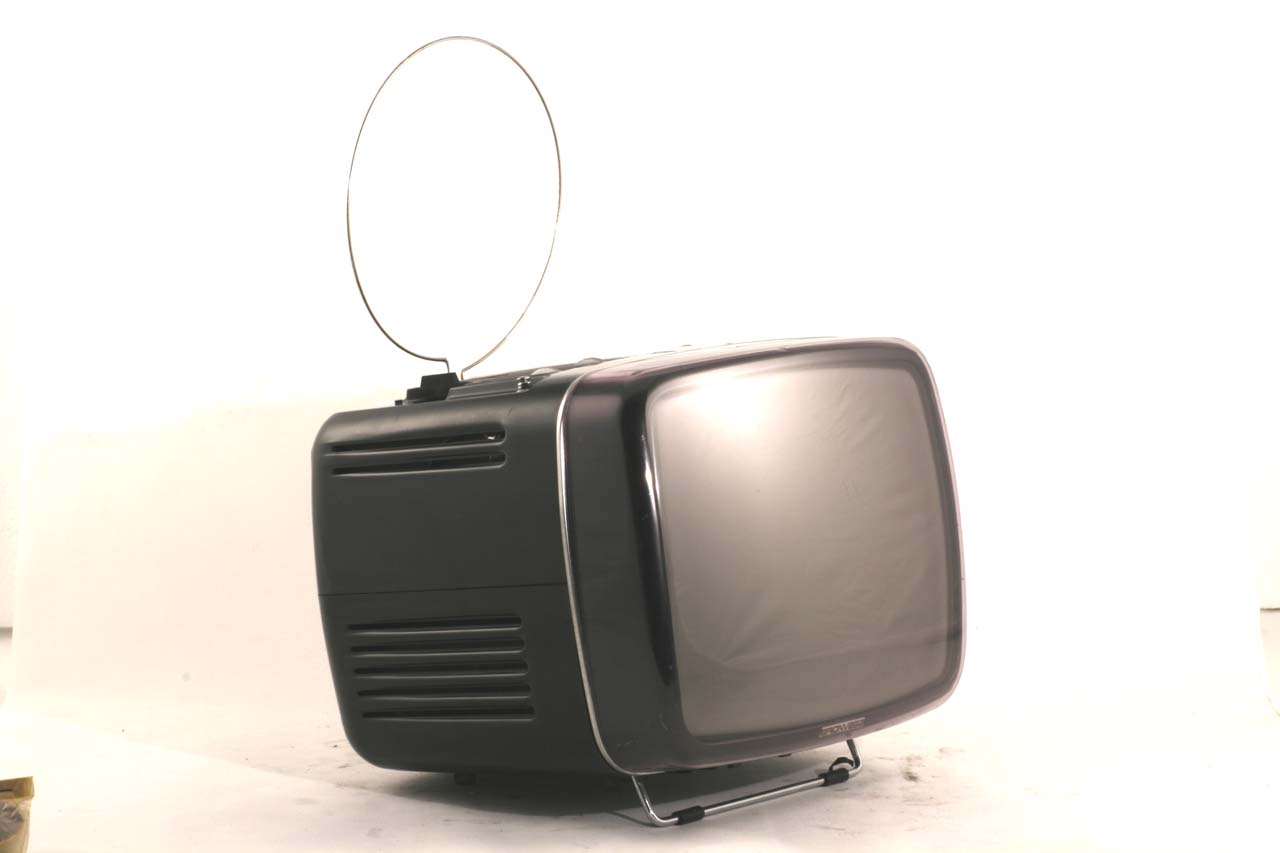
Televisor portátil Brionvega Doney, por Richard Sapper y Marco Zanuso (1962)
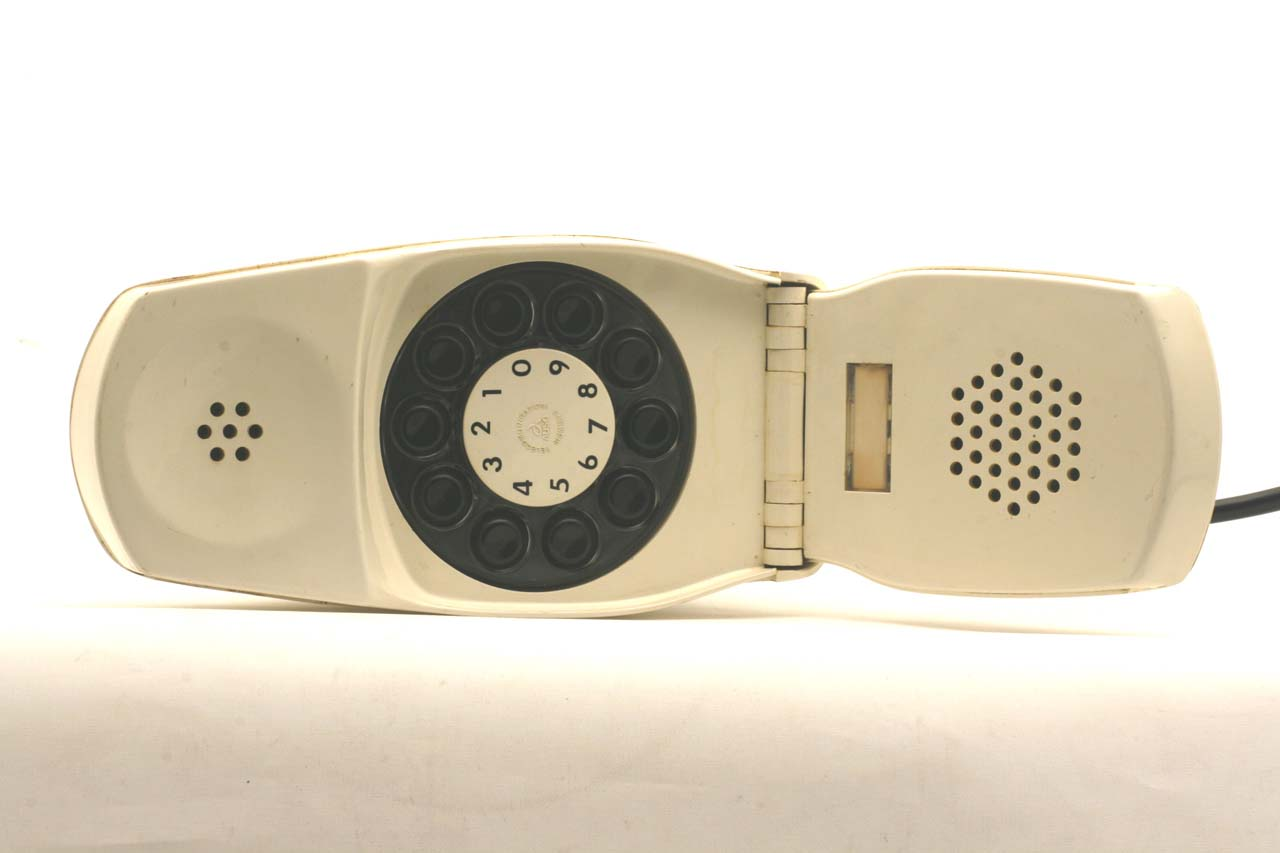
Teléfono Grillo, por Richard Sapper y Marco Zanuso (1967)
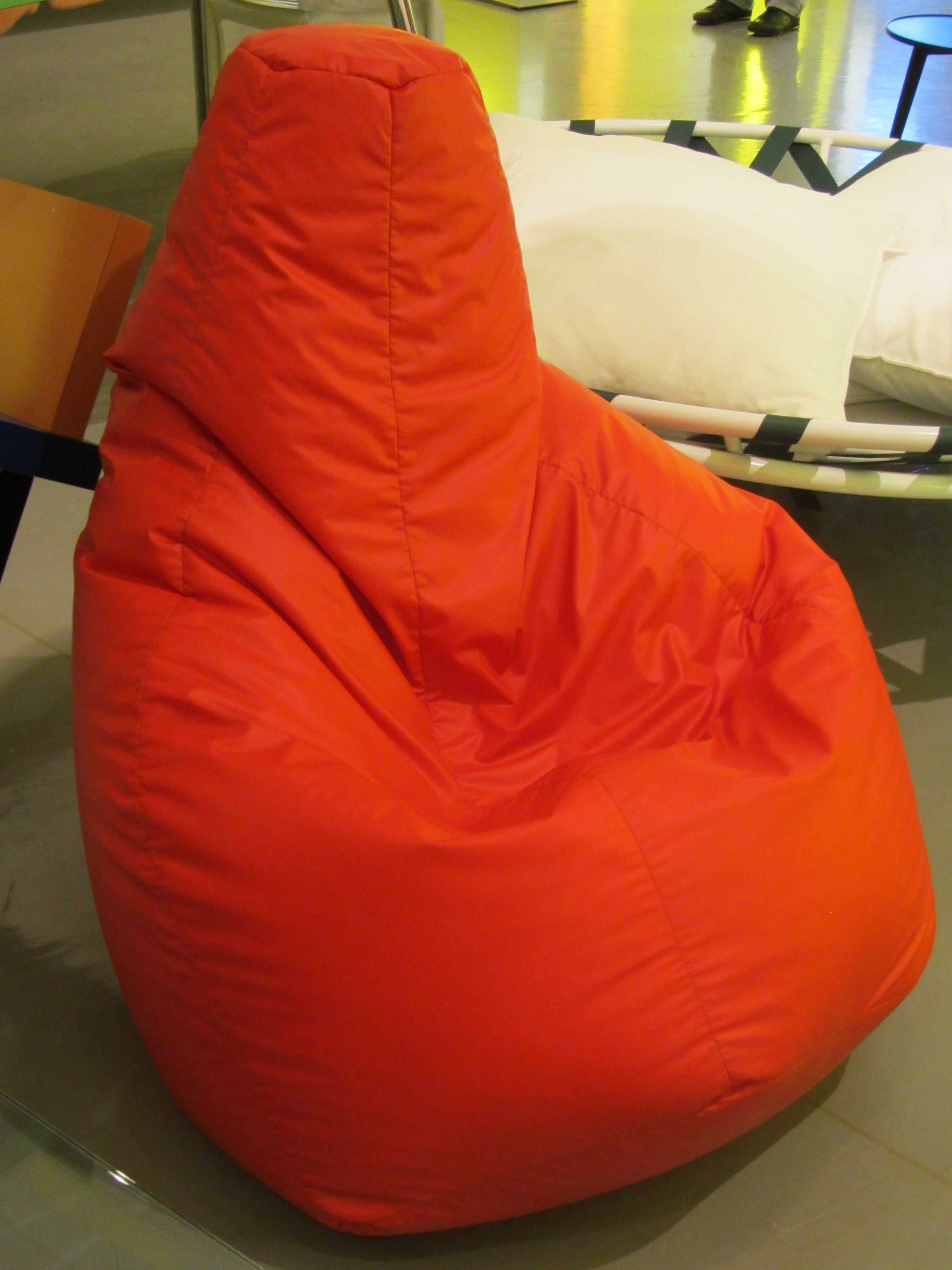
Zanotta Silla Sacco, por Piero Gatti, Cesare Paolini y Franco Teodoro (1968; premiada en 2020)
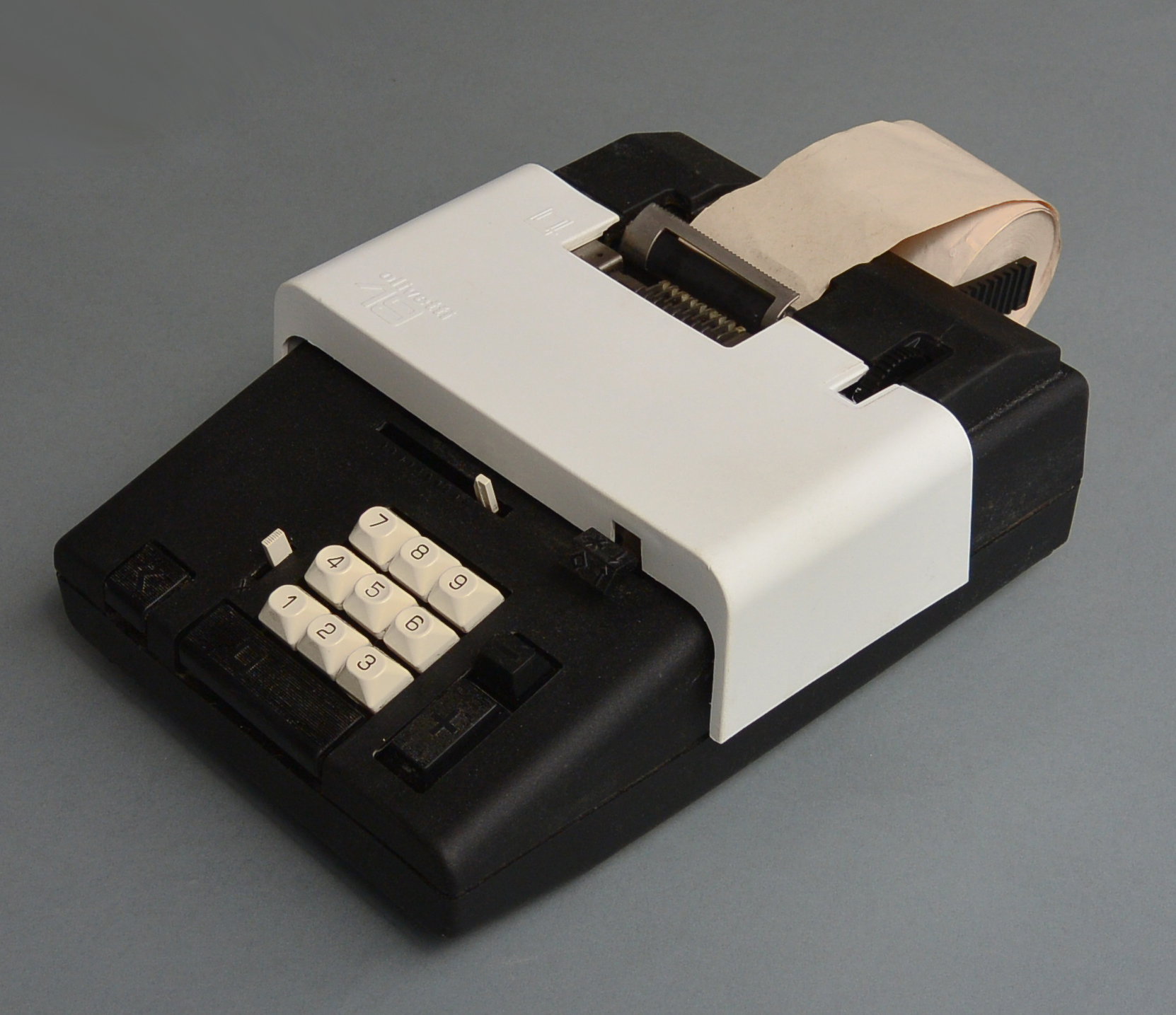
Olivetti SUMMA 19, por Ettore Sottsass y Hans Von Klier (1970)
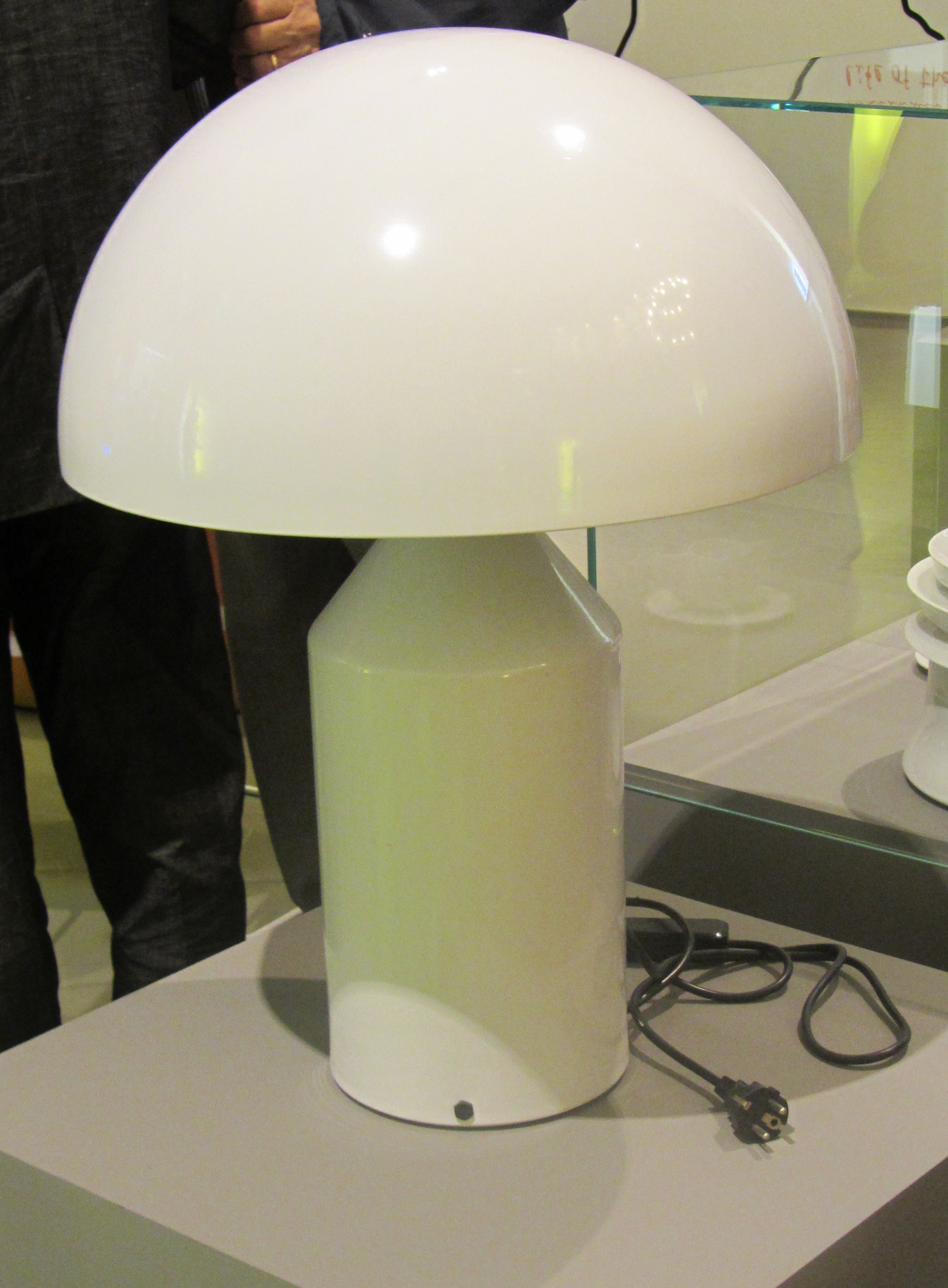
Lámpara Oluce Atollo 233/D, por Vico Magistretti (1979)
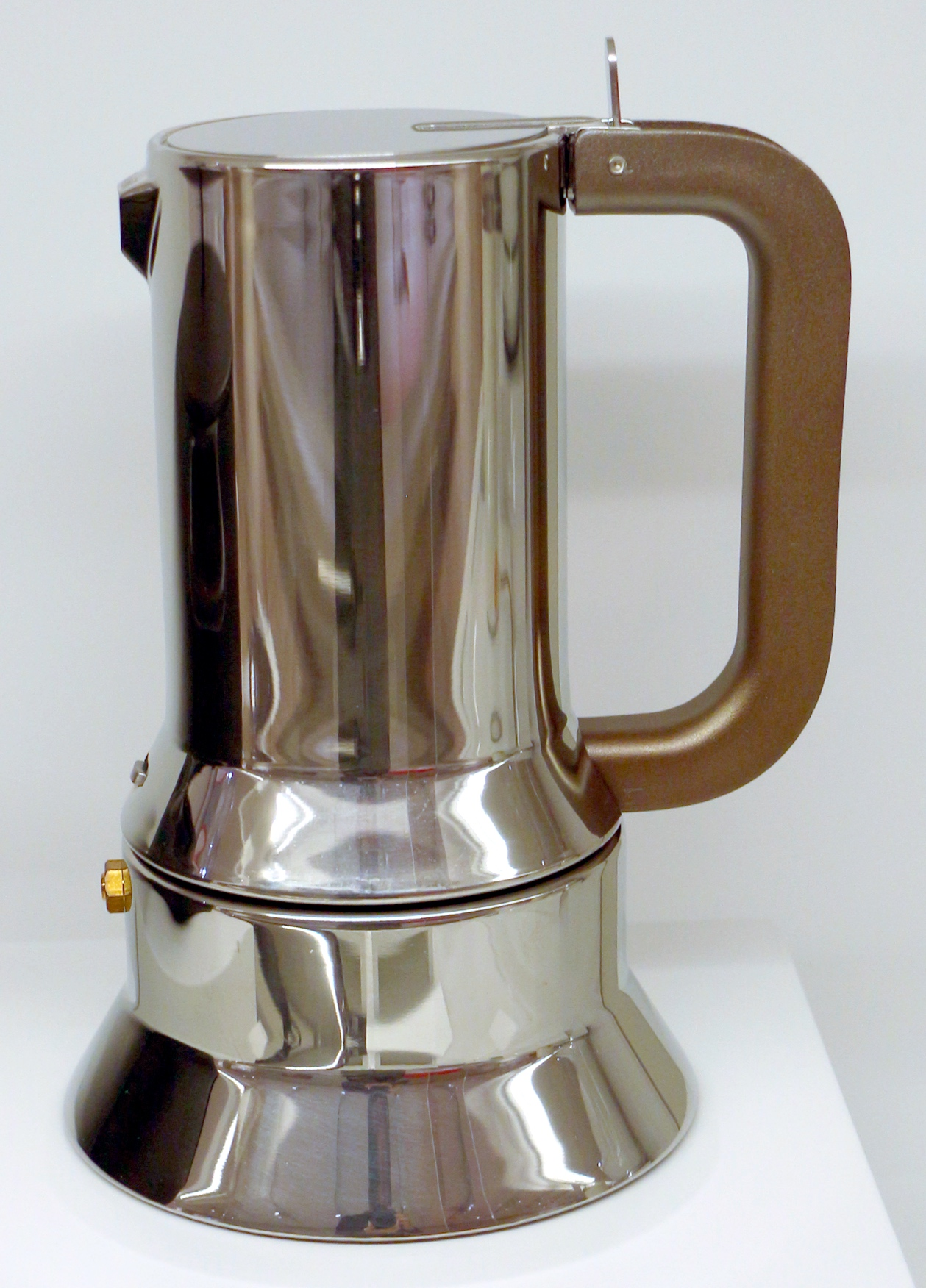
Cafetera Alessi 9090, por Richard Sapper (1979)
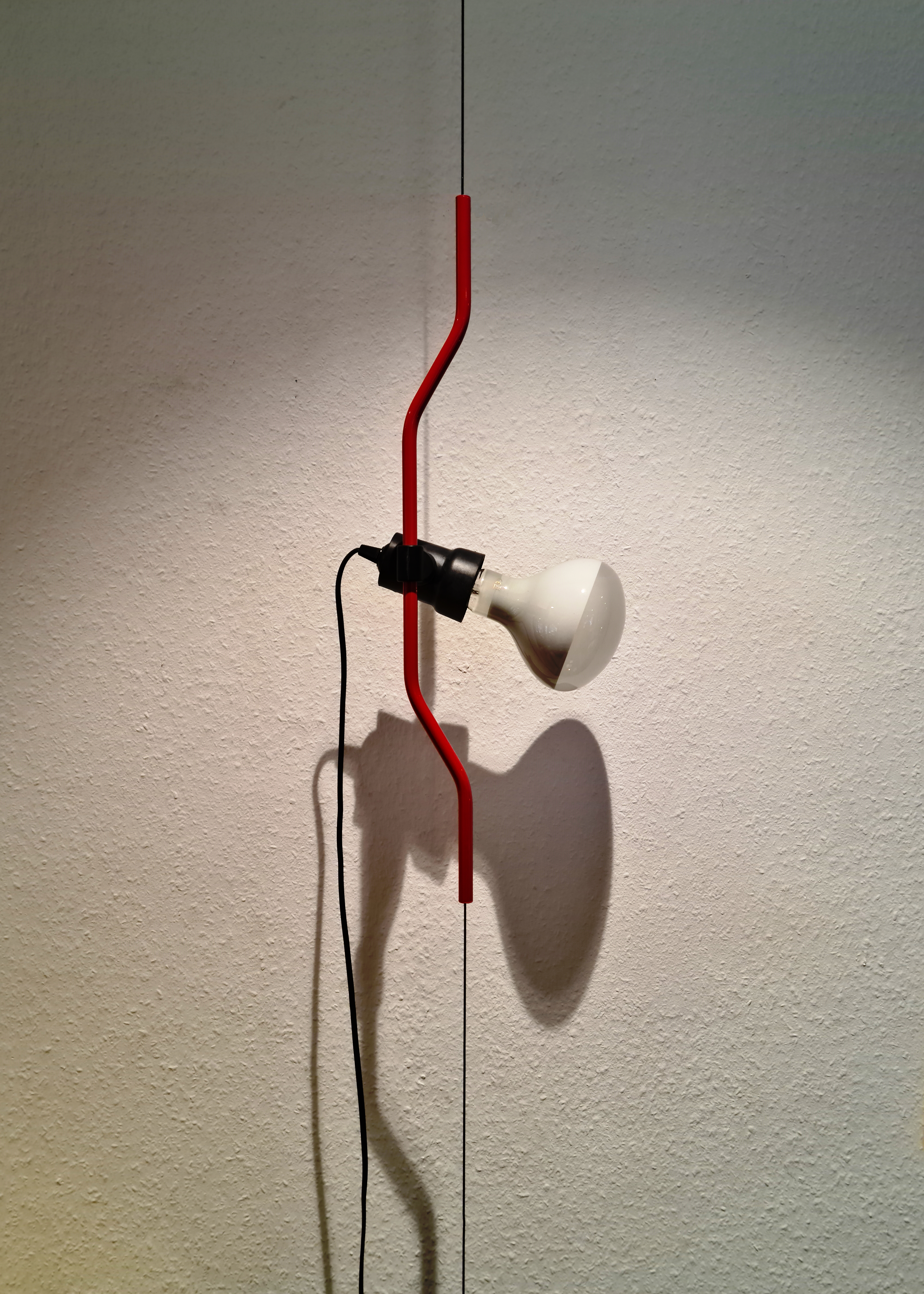
Lámpara FLOS Parentesi, por Achille Castiglioni según idea de Pio Manzù (1979)
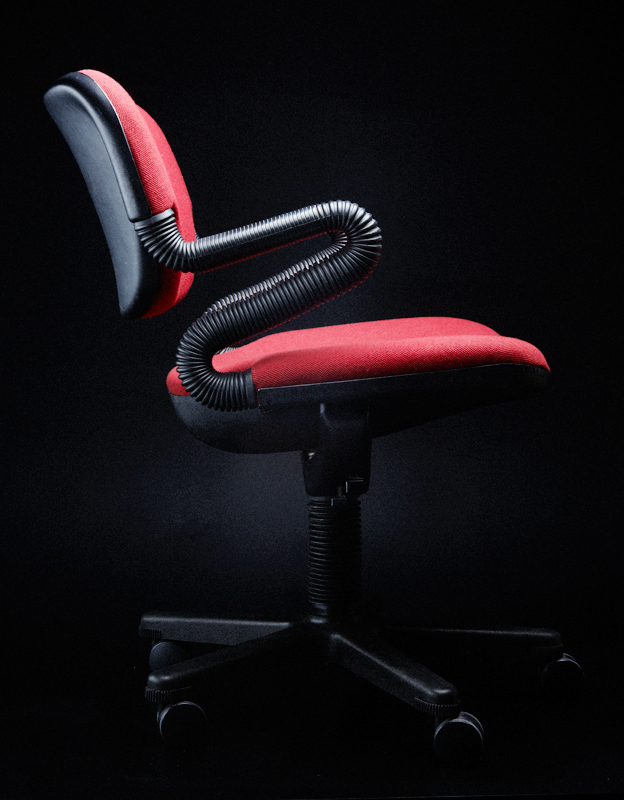
Silla Vertabrae, por Emilio Ambasz y Giancarlo Piretti para Castelli (1981)
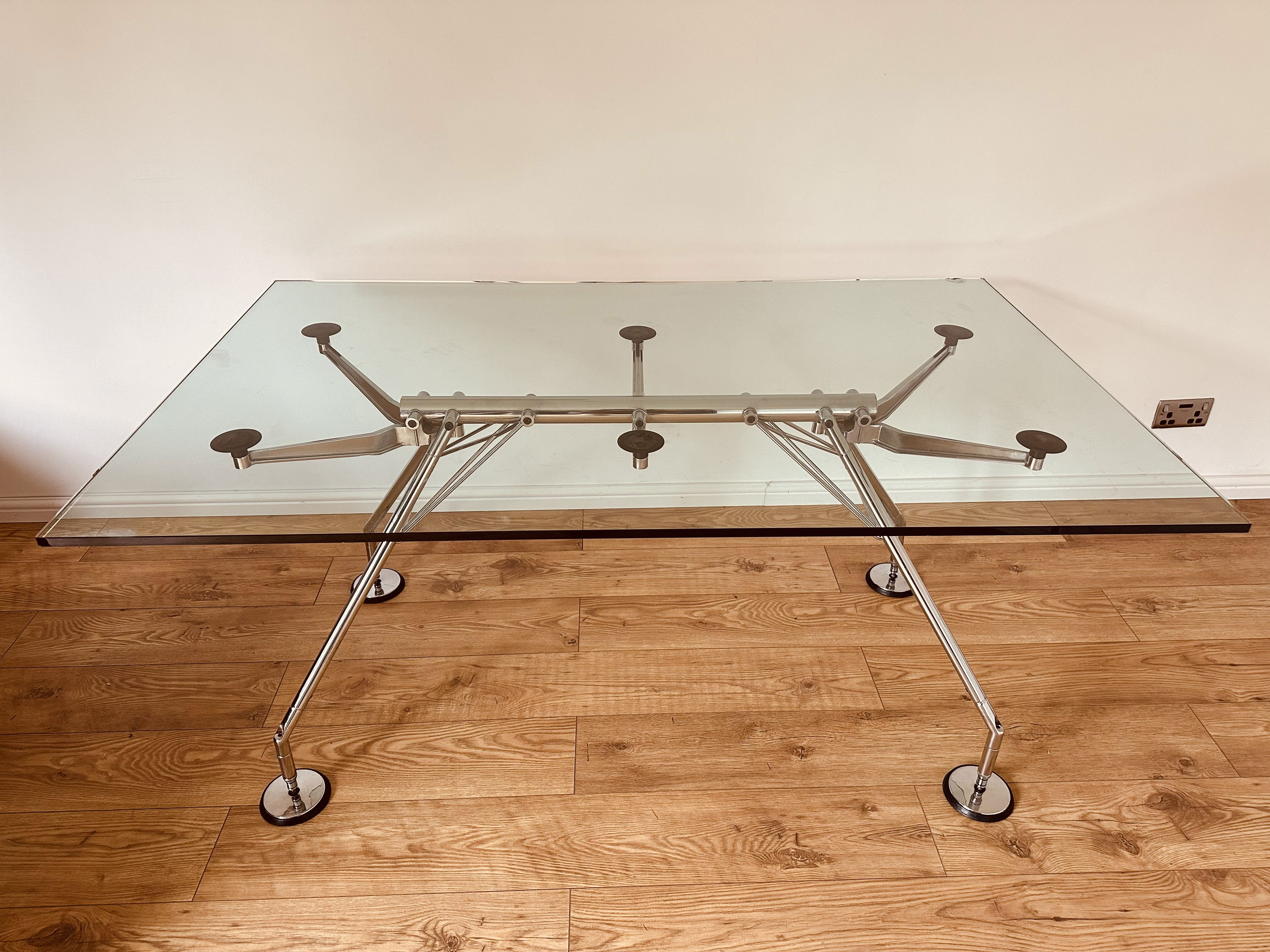
Sistema de mesa y escritorio de oficina Nomos, por Foster and Partners para Tecno (1987)
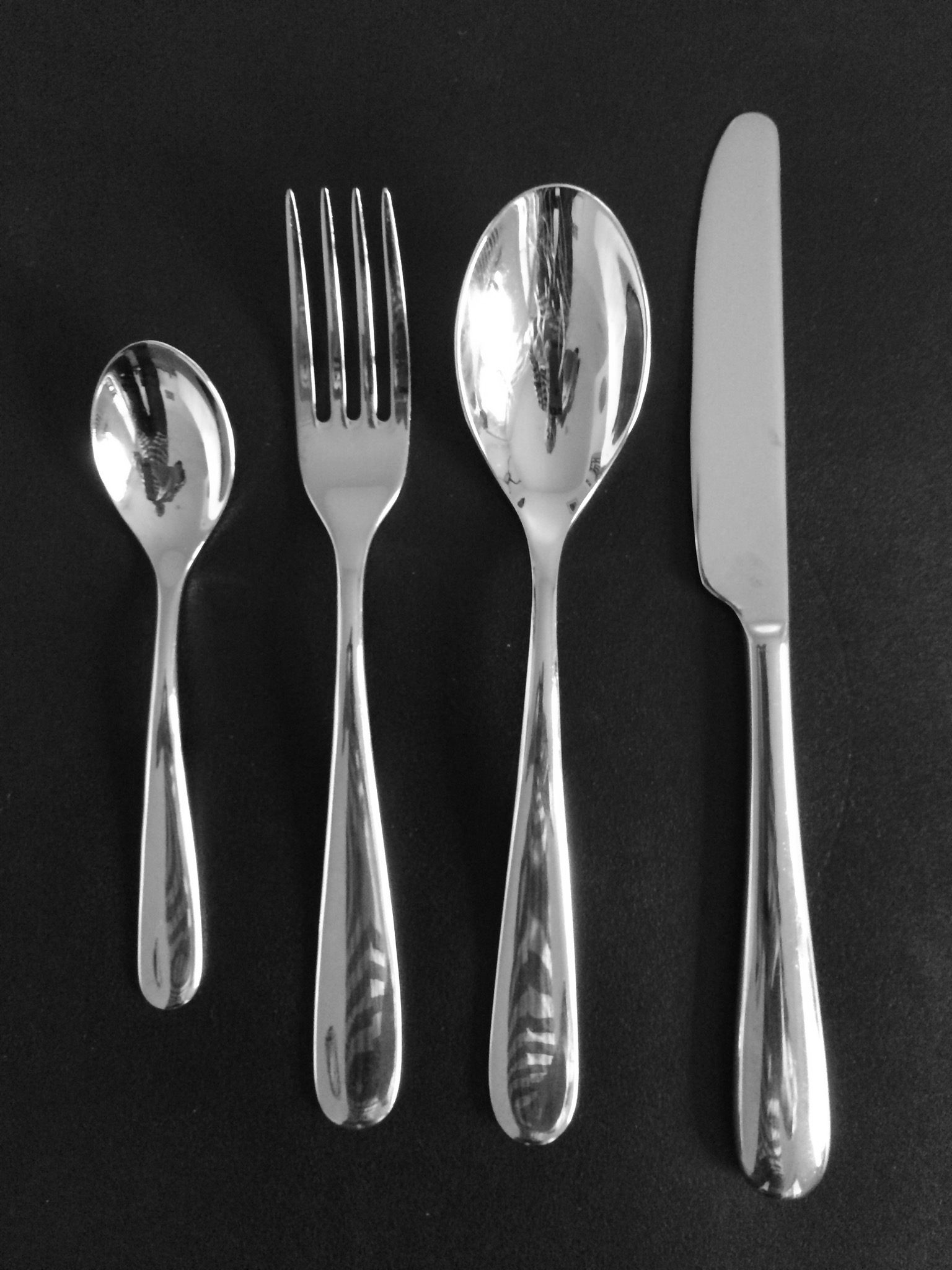
Cubertería Alessi Nuovo Milano, por Ettore Sottsass con Alberto Gozzi (1989)
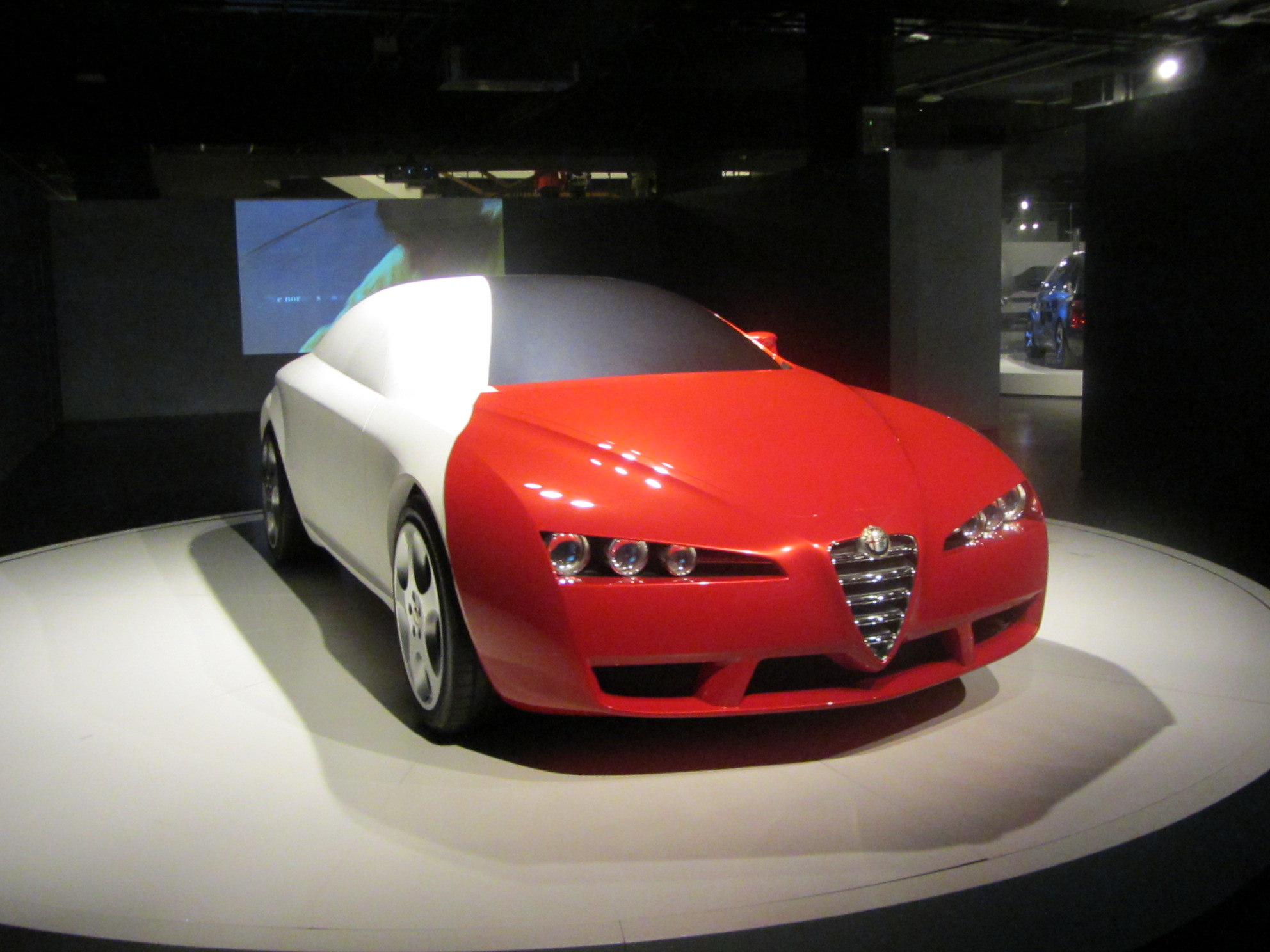
Modelo a escala 1:1 del Alfa Romeo Brera, por Giorgetto Giugiaro (2004)
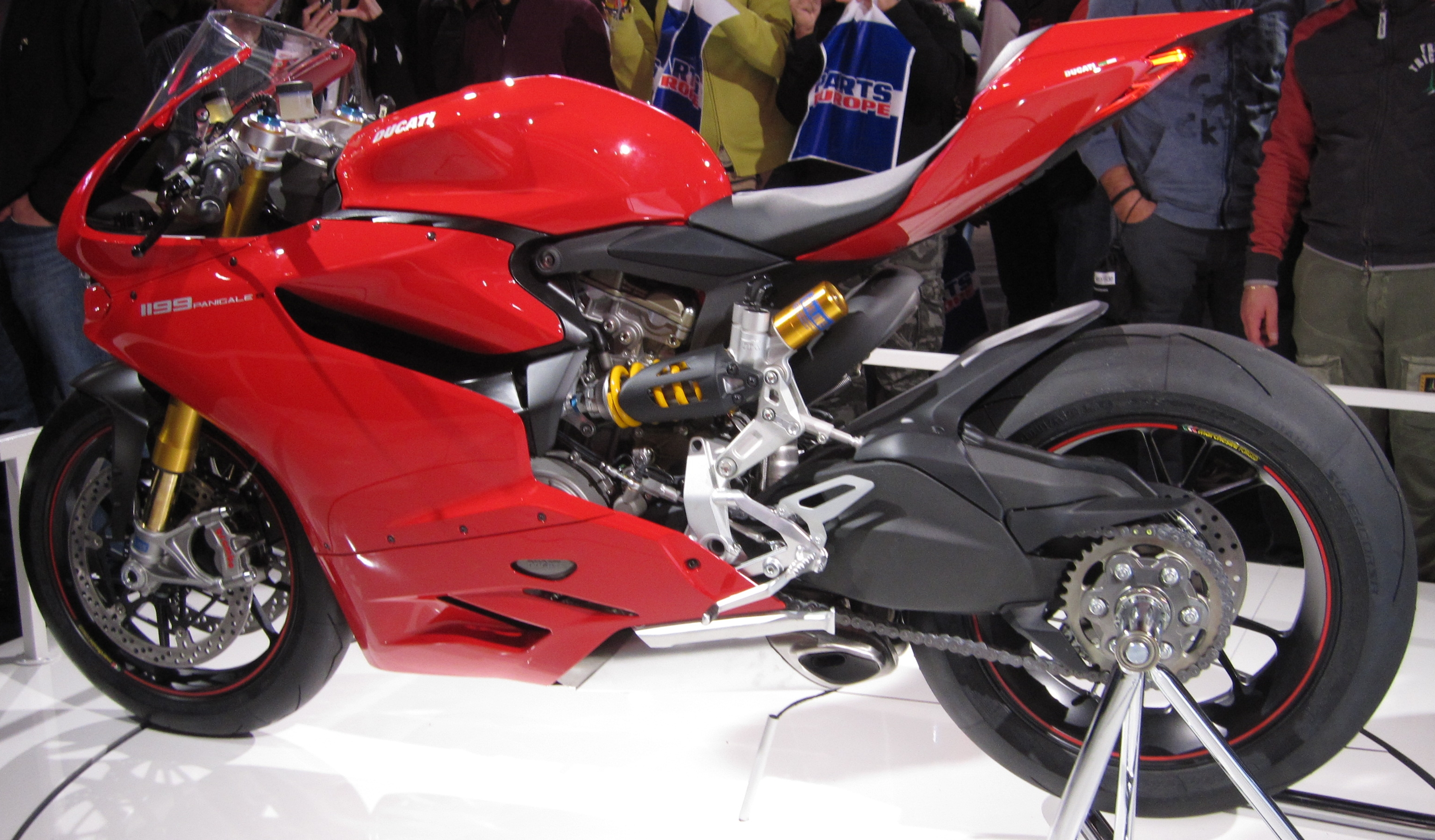
Ducati 1199 Panigale, por Giandrea Fabbro y el Ducati Design Center (2014)
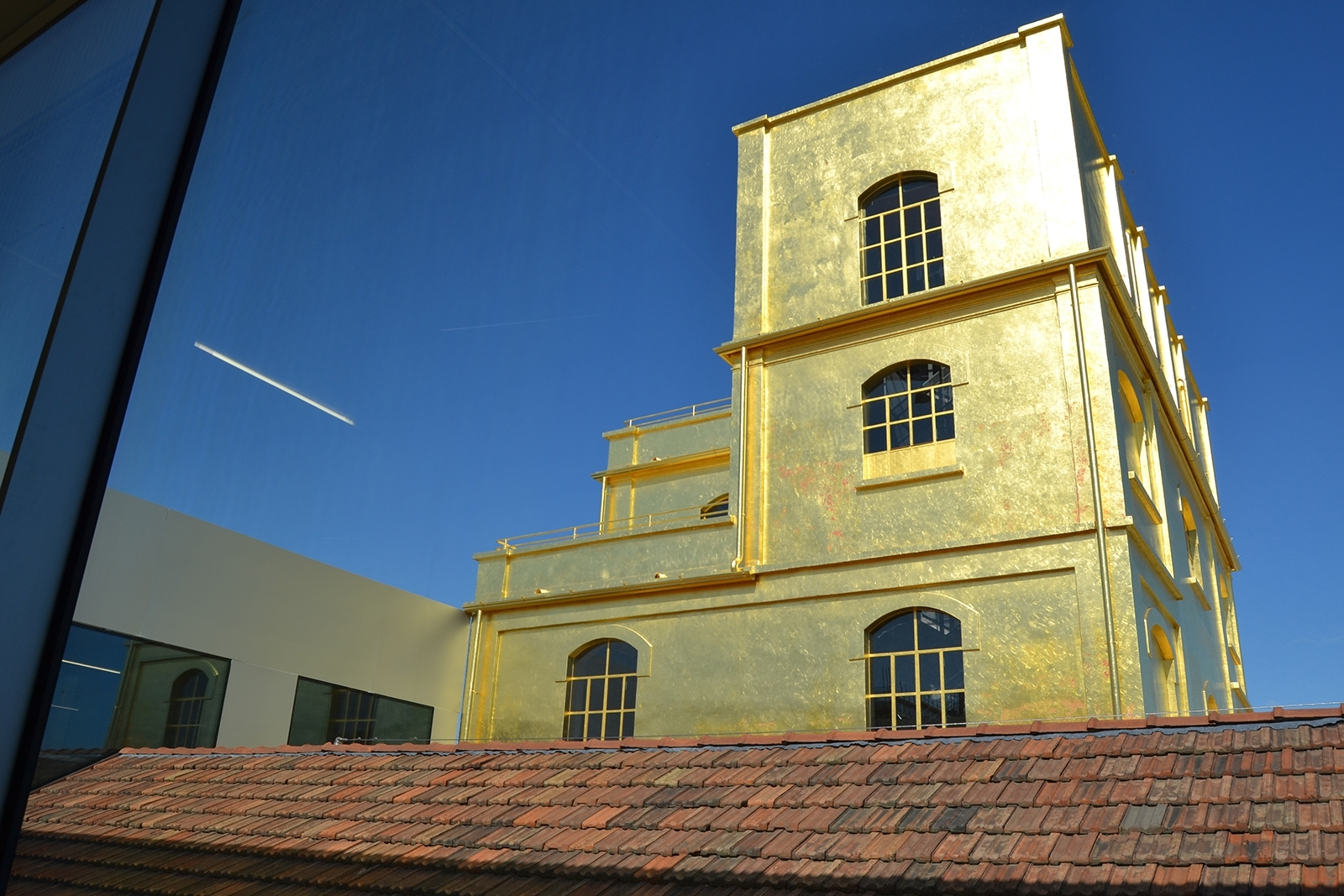
Fundación Prada, por Rem Koolhaas/OMA (2018)

Fotografías realizadas por Paolo Monti (1956-1960)
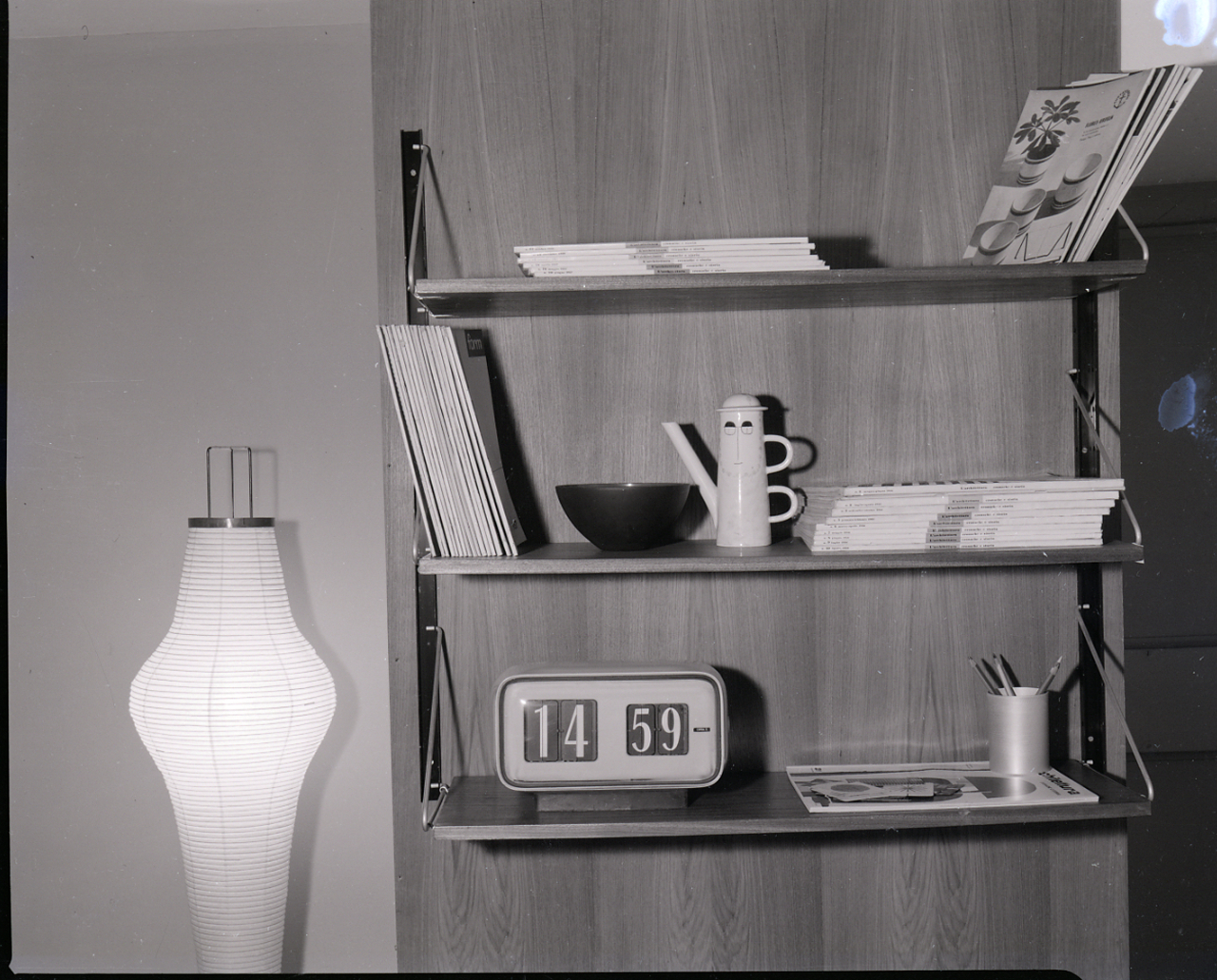
Reloj eléctrico de tablillas "Cifra 5" (en la estantería), por Nani y Gino Valle para R.E.C. Solari (1956)
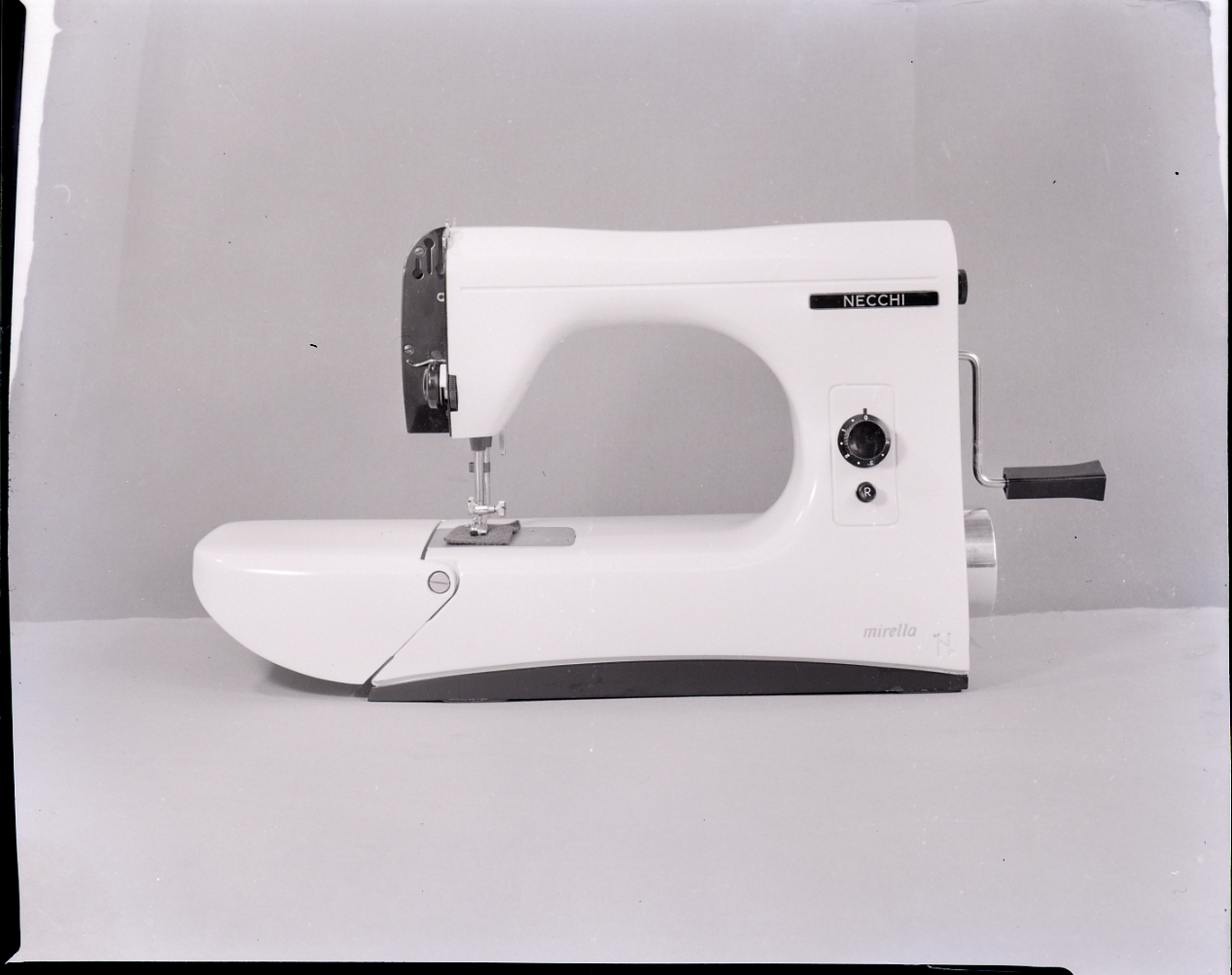
Máquina de coser "Mirella", por Marcello Nizzoli para V. Necchi Spa
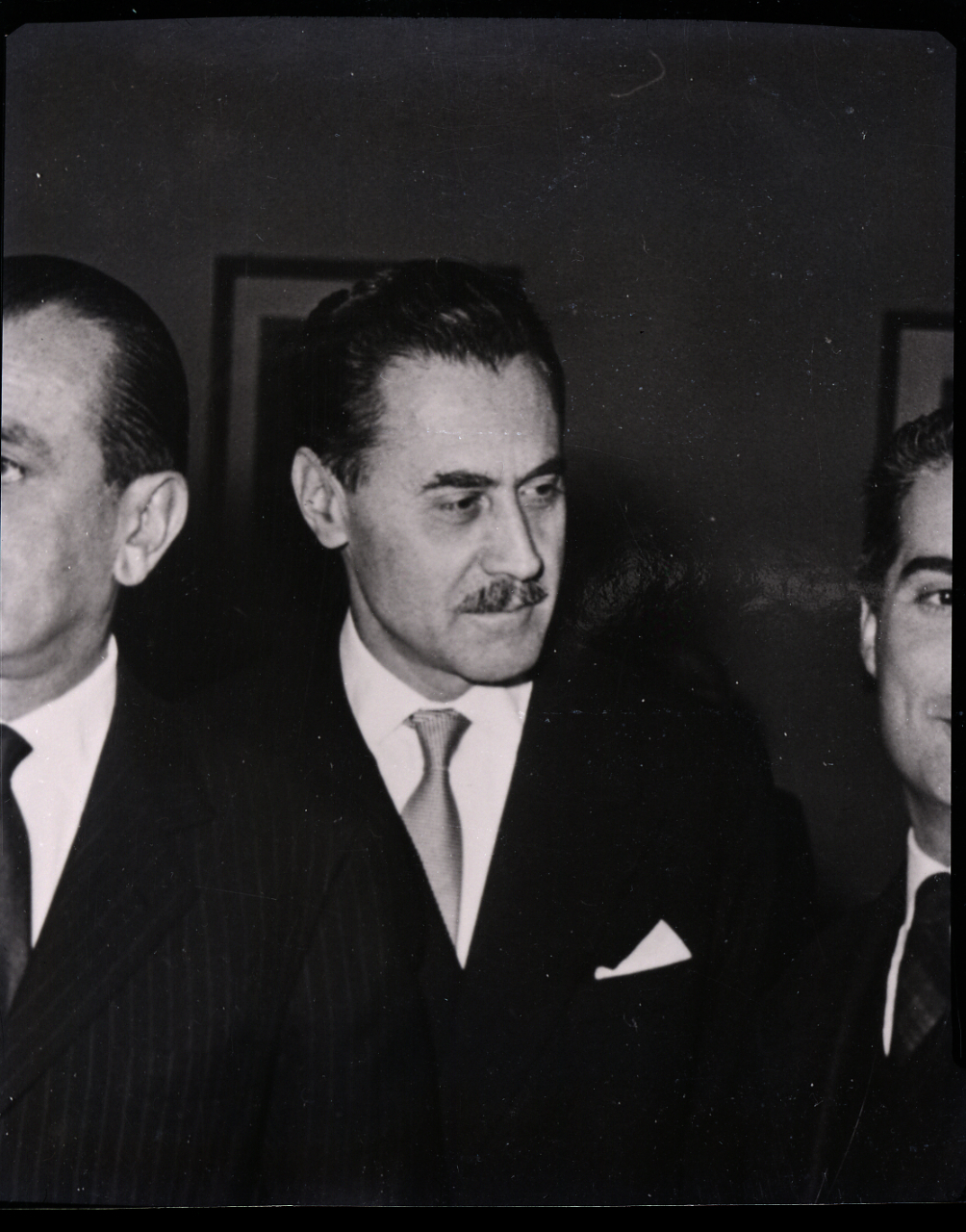
Franco Albini fotografiado por Paolo Monti en el Premio Compasso d'Oro, Milán, alrededor de 1960.

## Lecturas relacionadas
- Fiell, Charlotte; Fiell, Peter (2005). Design of the 20th Century (25th anniversary edición). Köln: Taschen. p. 174. ISBN 9783822840788. OCLC 809539744.
- Fiell, Charlotte; Fiell, Peter (2006). Industrial Design A-Z. London: Taschen. ISBN 978-3-8228-5057-2.